# Хоєнцин
Хоєнцин (пол. Chojęcin) — село в Польщі, у гміні Бралін Кемпінського повіту Великопольського воєводства.
Населення — 599 осіб (2011).
У 1975-1998 роках село належало до Каліського воєводства.

## Демографія
Демографічна структура станом на 31 березня 2011 року:
|          | Загалом | Допрацездатний вік | Працездатний вік | Постпрацездатний вік |
| -------- | ------- | ------------------ | ---------------- | -------------------- |
| Чоловіки | 297     | 77                 | 199              | 21                   |
| Жінки    | 302     | 71                 | 178              | 53                   |
| Разом    | 599     | 148                | 377              | 74                   |